# 郑春华
郑春华（1959年—），中国儿童文学作家，中国作家协会会员。代表作有 《大头儿子和小头爸爸》。

## 生平
1959年出生在浙江杭州淳安县的一个回族家庭，1979年担任幼儿园保育员，1981年进入少年儿童出版社担任编辑。1990年创作《大头儿子和小头爸爸》，1995年其改编的动画片在中国中央电视台综合频道节目儿童节目《动画城》中首播引发轰动。

## 著作
- 《大头儿子和小头爸爸》
- 《马鸣加和匿名信》
- 《甜甜的托儿所》
- 《圆圆和圈圈》
- 《大头儿子和动物的故事》
- 《贝加的樱桃班》
- 《紫罗兰幼儿园》